# Bernardo Navagero

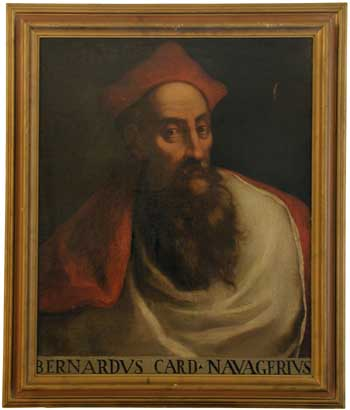
Bernardo Kardinal Navagero

Bernardo Navagero (* 1507 in Venedig; † 13. April 1565 in Verona) war ein Kardinal der Katholischen Kirche.
Zunächst zum Staatsapparat der Republik Venedig gehörend, trat er später in den Dienst der katholischen Kirche ein. Papst Pius IV. kreierte ihn im Konsistorium vom 26. Februar 1561 zum Kardinal und ernannte ihn bald darauf zum Kardinalpriester mit der Titelkirche San Nicola fra le Immagini. 1562 wechselte er kurzzeitig zur Titelkirche San Pancrazio und wurde im gleichen Jahr zum Bischof von Verona ernannt.
Pius IV. schickte Kardinal Navagero nach dem Tod von Girolamo Seripando im März 1563 als einen seiner Legaten zum Trienter Konzil. 1565 erhielt er die Titelkirche Santa Susanna.